# Søren Henrik Theodor Sørensen
Søren Henrik Theodor Sørensen (født 23. august 1849 i Todnes præstegård på Sandur Færøerne, død 15. maj 1929 på Frederiksberg) var en færøsk/dansk præst og ædruelighedsforkæmper. Han var søn af Hans Jørgen Jacob Sørensen præst og Dorthea Claudina Mundine Schow. Farfaren, Søren Sørensen, var præst på Norderøerne på Færøerne.
Theodor Sørensen var sognepræst i Kvívík fra 1875 til 1878 og præst på Nes Eysturoy fra 12. juli 1878 til 8. oktober 1884 (provst fra 30. august 1878). Han blev sognepræst for Skanderborg, Skanderup og Stilling den 8. oktober 1884, og blev der helt frem til 1920.
Ridder af Dannebrog 1900

Dannebrogsmændenes Hæderstegn 1905